# Mistrzostwa świata w rollballu
Mistrzostwa świata w rollballu (ang. Roll Ball World Cup) – międzynarodowy turniej rollballu organizowany przez Międzynarodową Federację Rollballu (IRBF) dla męskich i żeńskich reprezentacji narodowych. Pierwsze mistrzostwa wystartowały w 2011 roku w indyjskym Pune i uczestniczyły w nim 16 męskich drużyn. Od 2013 rozgrywano w dwóch kategoriach: mężczyzn i kobiet. Rozgrywki odbywają się regularnie co dwa lata. Najwięcej tytułów mistrzowskich zdobyła męska oraz żeńska reprezentacja Indii.

## Mężczyźni

### Wyniki
| Rok                                     | Organizator        | T |           | Finał | Finał     | Finał       |       | Mecz o 3 miejsce | Mecz o 3 miejsce | Mecz o 3 miejsce |  | Uwagi     |
| Rok                                     | Organizator        | T | Zwycięzca | Wynik | Finalista | III miejsce | Wynik | IV miejsce       |                  |                  |  | Uwagi     |
| Mistrzostwa świata w rollballu mężczyzn |                    |   |           |       |           |             |       |                  |                  |                  |  |           |
| 2011                                    | Pune (Indie)       | 1 |           | Dania | 15-1      | Indie       |       | Białoruś         | 15-1             | Nepal            |  | 16 drużyn |
| 2013                                    | Nairobi (Kenia)    | 1 |           | Indie | 9-6       | Iran        |       | Dania            | 4-3              | Kenia            |  | 10 drużyn |
| 2015                                    | Pune (Indie)       | 1 |           | Indie | 6-4       | Iran        |       | Łotwa            | 7-4              | Kenia            |  | 27 drużyn |
| 2017                                    | Dhaka (Bangladesz) | 1 |           | Indie | 8–7       | Iran        |       | Kenia            | 7–1              | Bangladesz       |  | 38 drużyn |

### Klasyfikacja medalowa
W dotychczasowej historii Mistrzostw świata na podium oficjalnie stawało w sumie 6 drużyn. Liderem klasyfikacji są Indie, które zdobyły złote medale mistrzostw 3 razy.
Stan na grudzień 2018.
| Lp. | Reprezentacja | Miejsca na podium | Miejsca na podium | Miejsca na podium | Zwycięskie sezony |   |   |                  |
| --- | ------------- | ----------------- | ----------------- | ----------------- | ----------------- | - | - | ---------------- |
| Lp. | Reprezentacja | 1.                | Indie             | 3                 | Zwycięskie sezony | 1 | 0 | 2013, 2015, 2017 |
| 2.  | Dania         | 1                 | 0                 | 1                 | 2011              |   |   |                  |
| 3.  | Iran          | 0                 | 3                 | 0                 |                   |   |   |                  |
| 4.  | Białoruś      | 0                 | 0                 | 1                 |                   |   |   |                  |
| 4.  | Łotwa         | 0                 | 0                 | 1                 |                   |   |   |                  |
| 4.  | Kenia         | 0                 | 0                 | 1                 |                   |   |   |                  |

## Kobiety

### Wyniki
| Rok                                   | Organizator        | T |           | Finał | Finał     | Finał       |       | Mecz o 3 miejsce | Mecz o 3 miejsce | Mecz o 3 miejsce |  | Uwagi     |
| Rok                                   | Organizator        | T | Zwycięzca | Wynik | Finalista | III miejsce | Wynik | IV miejsce       |                  |                  |  | Uwagi     |
| Mistrzostwa świata w rollballu kobiet |                    |   |           |       |           |             |       |                  |                  |                  |  |           |
| 2013                                  | Nairobi (Kenia)    | 1 |           | Indie | 10-1      | Kenia       |       | Nepal            |                  |                  |  | 3 drużyny |
| 2015                                  | Pune (Indie)       | 1 |           | Kenia | 2-1       | Indie       |       | Iran             | 1-0              | Uganda           |  | 11 drużyn |
| 2017                                  | Dhaka (Bangladesz) | 1 |           | Indie | 6–4       | Iran        |       | Kenia            | 8–1              | Senegal          |  | 27 drużyn |

### Klasyfikacja medalowa
W dotychczasowej historii Mistrzostw świata na podium oficjalnie stawało w sumie 4 drużyny. Liderem klasyfikacji są Indie, które zdobyły złote medale mistrzostw 2 razy.
Stan na grudzień 2018.
| Lp. | Reprezentacja | Miejsca na podium | Miejsca na podium | Miejsca na podium | Zwycięskie sezony |   |   |            |
| --- | ------------- | ----------------- | ----------------- | ----------------- | ----------------- | - | - | ---------- |
| Lp. | Reprezentacja | 1.                | Indie             | 2                 | Zwycięskie sezony | 1 | 0 | 2013, 2017 |
| 2.  | Kenia         | 1                 | 1                 | 1                 | 2015              |   |   |            |
| 3.  | Iran          | 0                 | 1                 | 1                 |                   |   |   |            |
| 4.  | Nepal         | 0                 | 0                 | 1                 |                   |   |   |            |